# UFC 244
UFC 244: Masvidal vs. Diaz foi um evento de MMA produzido pelo Ultimate Fighting Championship no dia 2 de novembro de 2019, no Madison Square Garden, em Nova Iorque, Estados Unidos. O evento também foi o de número 500 da história da organização.

## Background
O duelo nos meio-médios entre Jorge Masvidal e o ex-desafiante dos leves Nate Diaz serviu de luta principal da noite. Dana White informou que daria o cinturão de "cara mais durão" ao vencedor dessa luta.
Krzysztof Jotko era esperado para enfrentar Edmen Shahbazyan no evento. Entretanto, Jotko foi removido do card no início de outubro por razões desconhecidas e foi substituído por Brad Tavares.
Nas pesagens, a ex-campeã do Invicta FC Jennifer Maia pesou 127.2 libras (57.6kg) ficando 1.2 libras acima do limite da categoria de 126 libras (57,1kg) em duelos que não valem o cinturão. Jennifer foi punido com a perda de 25% da bolsa que foram para sua adversária Katlyn Chookagian.

## Bônus da Noite
Os lutadores receberam US$50.000 de bônus:
- Luta da Noite:  Stephen Thompson vs.  Vicente Luque
- Performance da Noite:  Kevin Lee e  Corey Anderson